# 류경현
류경현(1988년 10월 21일 ~ )은 대한민국의 전 워크래프트3, 워해머 40,000: 돈 오브 워, 현 스타크래프트 II 프로게이머이다. 종족은 테란이며, 아이디는 SeleCT이다. Team Dignitas 소속이다.

## 주요 기록
스타크래프트 II : 프리미어 개인리그 준우승 1회

### 워해머 40,000: 돈 오브 워
- WEG 2005 워해머 40,000: 돈 오브 워 부문 우승
- WCG 2005 그랜드파이널 워해머 40,000: 돈 오브 워 부문 금메달
- WCG 2006 그랜드파이널 워해머 40,000: 돈 오브 워 부문 금메달